# Theo Breukers
Theo Breukers (Lottum, 18 februari 1929 – Utrecht, 9 april 1970) was een Nederlandse voetbaltrainer.
Breukers kwam als voetballer uit voor de amateurs van Lottum, ADO en Wittenhorst. Na het behalen van zijn diploma aan de ALO in Den Haag ging hij in 1964 aan de slag als KNVB-docent en trainer in het amateurvoetbal waar hij werkzaam was bij onder andere Brughusia, GFC '33, Venlosche Boys en Sparta '18. Bij laatstgenoemde vereniging kwam hij in conflict met het bestuur dat zijn aanpak te professioneel en te modern vond. Ondanks de steun van zijn spelersgroep werd Breukers na een ledenvergadering van 23 januari 1969 op non-actief gesteld. Uit solidariteit met zijn ontslag zegden maar liefst tien selectiespelers hun lidmaatschap op van de Sevenumse club. Nog geen twee maanden later werd Breukers door tweededivisionist FC VVV aangetrokken om als rechterhand te fungeren van trainer Bas Paauwe. Na afloop van het seizoen 1968/69 werd Paauwe, ondanks een nog twee jaar doorlopend contract, ontslagen door de Venlose club. Breukers werd benoemd tot zijn opvolger.
De bevlogen trainer werd tijdens een avondtraining op 14 november 1969 onwel en na afloop met een hartinfarct opgenomen in het St. Willibrord Ziekenhuis in Tegelen. Na maandenlang onderzoek bleek een hartoperatie noodzakelijk. Hiervoor werd hij overgebracht naar het Sint Antonius Ziekenhuis in Utrecht waar hij op 9 april 1970 tijdens de operatie overleed, op pas 41-jarige leeftijd. Vijf dagen later werd Breukers onder grote belangstelling begraven in zijn woonplaats Grubbenvorst.